# Medasina leukohyperythra
Medasina leukohyperythra är en fjärilsart som beskrevs av Eugen Wehrli 1924. Medasina leukohyperythra ingår i släktet Medasina och familjen mätare. Inga underarter finns listade i Catalogue of Life.